# Jdanivka, Mahdalînivka
Jdanivka (în ucraineană Жданівка) este localitatea de reședință a comunei Jdanivka din raionul Mahdalînivka, regiunea Dnipropetrovsk, Ucraina.

## Demografie
Componența lingvistică a localității Jdanivka
     Ucraineană (93,12%)
     Rusă (6,63%)
Conform recensământului din 2001, majoritatea populației localității Jdanivka era vorbitoare de ucraineană (93,12%), existând în minoritate și vorbitori de rusă (6,63%).